# クリスティアン・ルッチェッティ
クリスティアン・ダビド・ルッチェッティ（Cristian David Lucchetti, 1978年6月26日 - ）は、アルゼンチン・メンドーサ州出身の元サッカー選手。現役時代のポジションはGK。

## 経歴
地元クラブのAAルハン・デ・クージョでデビュー。1996年に移籍したCAバンフィエルドにてキャリアを積む。2005年にはバンフィエルドへと復帰。GKであるがPKを任され、通算で15得点以上を挙げた。2009年3月20日のアルセナルFC戦ではPKで2得点を記録し話題となった。
2010年6月11日、ボカ・ジュニアーズへとレンタル移籍した。

## タイトル
バンフィエルド
- アルゼンチン前期リーグ - 優勝（2009年）